# 白胸鹃鵙
白胸鹃鵙（学名：Coracina pectoralis）是山椒鸟科鸦鹃鵙属的一种，分布于安哥拉、贝林、博茨瓦纳、布基纳法索、布隆迪、喀麦隆、中非共和国、刚果民主共和国、科特迪瓦、埃塞俄比亚、冈比亚、加纳、几内亚、几内亚比绍、肯尼亚、马拉维、马里、毛里塔尼亚、莫桑比克、纳米比亚、尼日利亚、卢旺达、塞内加尔、塞拉利昂、南非、苏丹、斯威士兰、坦桑尼亚、多哥、乌干达、赞比亚以及津巴布韦。其自然栖息地为亚热带或热带的干燥森林以及干燥疏林草原。